# Opius punanus
Opius punanus är en stekelart som först beskrevs av Fischer 1983.  Opius punanus ingår i släktet Opius och familjen bracksteklar. Inga underarter finns listade i Catalogue of Life.